# Plano transverso
En anatomía, los planos transversos, transversales o axiales son aquellos planos que son perpendiculares al eje longitudinal de una estructura. Nótese, por ello, que un corte transversal de una vena no es necesariamente horizontal; un corte transversal de la mano en posición anatómica es horizontal, mientras que uno del pie es frontal. Si la estructura es el cuerpo en su conjunto, son equivalentes a los planos horizontales. Definen las zonas proximal (más cercana al origen de la estructura) y distal (más lejana a dicho origen).

## Clasificación
Los planos transversos más relevantes, recogidos en la Terminología Anatómica, son los siguientes:
- A01.2.00.007 Plano transpilórico (planum transpyloricum)
- A01.2.00.008 Plano subcostal (planum subcostale)
- A01.2.00.009 Plano supracrestal (planum supracristale)
- A01.2.00.010 Plano intertubercular (planum intertuberculare)
- A01.2.00.011 Plano interespinoso (planum interspinale)